# Ashby (película)
Ashby es una película de comedia dramática estadounidense de 2015 dirigida y escrita por Tony McNamara. La película está protagonizada por Mickey Rourke, Nat Wolff, Emma Roberts y Sarah Silverman. Tuvo su estreno mundial en el Festival de Cine de Tribeca el 19 de abril de 2015. La película fue lanzada en Estados Unidos en una versión limitada y en vídeo bajo demanda el 25 de septiembre de 2015, por Paramount Pictures y The Film Arcade.

## Argumento
El empollón de la escuela secundaria Ed Wallis entabla amistad con su vecino, Ashby, un asesino retirado de la CIA al que solo le quedan unos meses de vida.
Ashby inicialmente le dice a Ed que es un vendedor de servilletas jubilado. Ed se da cuenta de que es más que eso cuando encuentra varios pasaportes con la foto de Ashby y armarios llenos de armas.

## Reparto
.
- Mickey Rourke es Ashby Holt.
- Nat Wolff es Ed Wallis.
- Emma Roberts es Eloise.
- Sarah Silverman es June Wallis.
- Adam Aalderks es Valchek.
- Michael Lerner es Entwhistle.
- Audrey Reid Couch es Hayley.

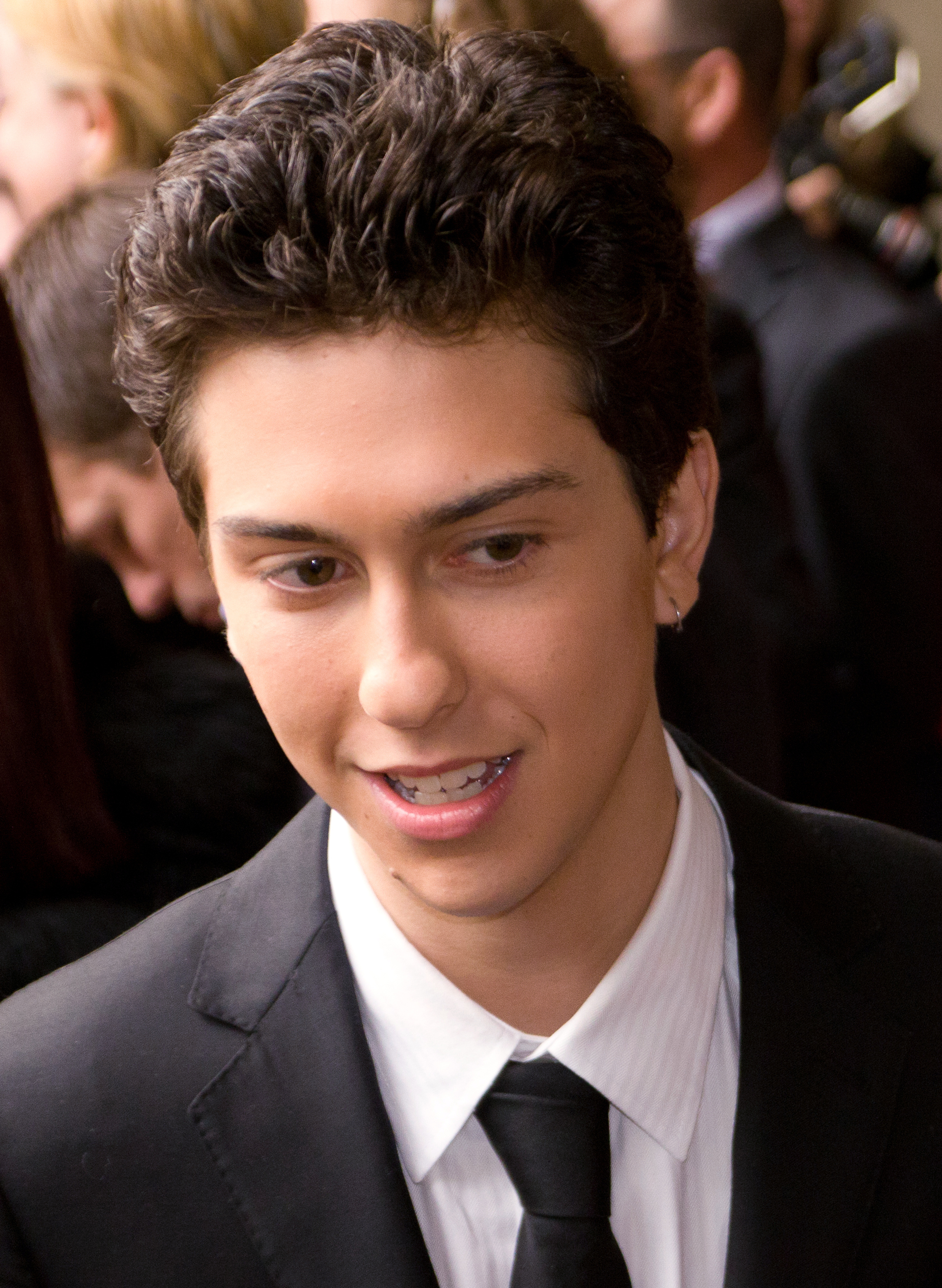
Nat Wolff, coprotagonista de la película

- Kevin Dunn es el entrenador Burton.
- Zachary Knighton es el padre Ted.
- Steve Coulter es Peter Black.
- John Enos III es el entrenador.

## Producción
En junio de 2014, se llevó a cabo un casting para extras. El 27 de junio de 2014, como la producción comenzó en la película, más actores se unieron a la película, entre los que se encontraban Michael Lerner, Kevin Dunn y Zachary Knighton.

### Filmación
El rodaje de la película comenzó el 22 de junio de 2014 en Charlotte, Carolina del Norte y se prolongó durante cinco semanas. El 23 de junio,  estaban filmando en Matthews.

### Música
En octubre de 2014, Alec Puro fue contratado para componer la música para la película.

## Lanzamiento
La película tuvo su estreno mundial en el Festival de Cine de Tribeca el 19 de abril de 2015. En mayo de 2015, se anunció que Paramount Pictures había adquirido los derechos de distribución internacionales que involucraban a Estados Unidos, Canadá, Reino Unido, Australia, Alemania, Nueva Zelanda y Suiza. Ese mismo día, se anunció que la película estaría disponible bajo demanda y en salas de cine en el otoño de 2015. Paramount se asoció con The Film Arcade para su distribución en salas de Estados Unidos. la película fue lanzada en una versión limitada y a través de vídeo a la carta el 25 de septiembre de 2015.

## Taquilla
La película fue lanzada en vídeo bajo demanda, así como en 15 salas de cine, pero se estrenó con un mal resultado el primer fin de semana, con un total de $4631, y un promedio por sala de $309.

## Recepción de la crítica
Ashby recibió opiniones mixtas de críticos de cine. En el sitio web recopilador de reseñas Rotten Tomatoes la cinta tiene un porcentaje de aprobación del 53%, con una calificación promedio de 5.6/10. En Metacritic, la película tiene una calificación de 46 de 100, basada en 8 críticas, que indican «críticas mixtas o promedio».
Dennis Harvey de Variety le dio a la película una crítica mixta, donde dijo: «Protagonizada por Mickey Rourke como un asesino retirado de la CIA convertido en mentor improbable del inadaptado vecino de Nat Wolff, «Ashby» es una mezcla de géneros que hace uso a medias de los deportes de la escuela secundaria, la comedia criminal, el romance adolescente y otras fórmulas para extremos ligeramente desviadores que nunca son lo suficientemente convincentes o divertidos».
Kate Erbland de The Playlist para Indiewire también le dio a la película una crítica mixta, escribiendo:«"Es inevitable que «Ashby junte sus dos tramas más importantes —la misteriosa búsqueda de Ashby y los intentos de Ed de ser una estrella del fútbol— pero McNamara intenta mantener la película en marcha, y a pesar de todas sus tramas a medias, «Ashby» es capaz de mantener un tono consistentemente humorístico y ligero. La cosmovisión de Ed y Ashby está más que sesgada, pero también la de la película, y funciona lo suficientemente bien como para mantener la película entretenida y animada».